# Невена Витошевић
Невена Витошевић (Београд, 1967) српска је књижевница, театролог, сликар и илустратор.

## Биографија
Завршила је општу књижевност са теоријом књижевности на Филолошком факултету у Београду. Магистрирала је и докторирала на Одсеку за театрологију Факултета драмских уметности у Београду. 
Објавила је четрнаест књига (шест за децу). Књиге су јој превођене на руски, белоруски и македонски језик. 
Имала је седам изложби слика од којих су четири последње биле за децу. 
Добила је више награда („Исак Самоковлија” за драму Парк (1986); награда Лимских вечери поезије за есеј за 1996. годину (Музичке драме Момчила Настасијевића); награда „Мргуда” за најлепшу љубавну причу 2018. године (Прича о лампи и сату)...).
Након смрти оца књижевника Драгише Витошевића с мајком Вјером Вукшић Витошевић, такође књижевницом, приређује његове рукописе за штампу.
Ради као уредник у Заводу за уџбенике у Београду.

## Дела
- Жртвеник, песме (Запис, Београд 1982)
- Молитва за човека што иде пругом, песме (РВП, Београд 1991; прва награда за младе песнике XX Ратковићевих вечери поезије)
- Милујем Те белим крилима, песме (Драганић, Београд 1998)
- Биће које воли, мисли о љубави у стиховима (Прометеј, Нови Сад 1998; Чувари, Београд, 2017; објављена и као прва електронска књига из наше књижевности на интернету на српском и енглеском, U Go Publish, Сан Франциско 2001)
- Песме савршене љубави, песме у прози (Југословенска књига, Београд 2002; Књига комерц, Београд 2005)
- Љубав/Love, изабрана размишљања, мисли и стихови о љубави, на српском и енглеском (Book&Marso, Београд 2003)
- Откривање крстоликих бајки (Драматургија простора уметничке бајке), научни рад (Чигоја штампа, Београд 2007)
- Златни пресек душе, есеји о љубави и духовности (Арс либри, Београд 2008)
- КЊИГЕ ЗА ДЕЦУ (са илустрацијама аутора):
- Маштованка (награда за најбољу опрему Београдског сајма књига, Време књиге, Београд 1994)
- Весељко у Земљи Маште (Златна књига, Београд 1995)
- Буквар Ћирилко (Народна књига, Београд 1996; Светигора, Цетиње 2001, допуњено издање; Book&Marso, Београд 2004, допуњено издање)
- Како је пуж стигао у Рај (Bookland, Београд 2002)
- Косовски божури, на српском и енглеском (са В. В. Витошевић, илустровала Б. Кићевац, Светигора, Цетиње 2002; издање на руском језику 2012, а на белоруском 2016)
- Мали Анђео - Хришћанска почетница/Хришћанство за децу и родитеље (Драганић, Београд 2003; 2004; издање на руском језику 2011. – прва награда на Међународном конкурсу на Московском сајму књига – најлепша књига за децу и омладину – и награда на Сајму књига у Минску – најлепша духовна књига; два издања на македонском језику 2014. и 2015)